# 공룡대로
공룡대로(Gongnyong-daero)는 전라남도 해남군 문내면 동외리 회전 교차로와 강진군 성전면 월평리 월산 교차로를 잇는 전라남도의 도로이다. 해남군의 핵심 주요도로이다.

## 연혁
- 2001년 8월 3일 : 해남 ~ 옥천간 도로(해남군 해남읍 남외리 ~ 옥천면 영신리) 12.2km 구간 확장 개통[1]
- 2002년 11월 8일 : 해남군 옥천면 영신리 ~ 강진군 성전면 월평리 14.16km 구간 확장 개통[2]
- 2007년 12월 28일 : 해남군 문내면 학동리 ~ 황산면 송호리 17.37km 구간 확장 개통, 기존 18.63km 구간 폐지[3]

## 주요 경유지
전라남도
- 해남군 (문내면 · 황산면 · 마산면 · 해남읍 · 옥천면 · 계곡면) - 강진군 성전면

## 노선
| 이름                        | 접속 노선                                                 | 소재지 | 소재지                                                         | 비고                                         |
| --------------------------- | --------------------------------------------------------- | ------ | -------------------------------------------------------------- | -------------------------------------------- |
| 동외리 (회전 교차로)        | 지방도 제803호선 (동헌길) 명량로                          | 해남군 | 문내면                                                         | 지방도 제803호선 구간                        |
| 우수영 교차로               | 국도 제18호선 국도 제77호선 지방도 제803호선 (관광레저로) | 해남군 | 문내면                                                         | 지방도 제803호선 구간 국도 제18, 77호선 구간 |
| 용암3교 용암2교 용암1교     |                                                           | 해남군 | 문내면                                                         | 국도 제18, 77호선 구간                       |
| 사교 교차로                 | 명량로                                                    | 해남군 | 문내면                                                         | 국도 제18, 77호선 구간                       |
| 옥동교 관춘1교              |                                                           | 해남군 | 문내면                                                         | 국도 제18, 77호선 구간                       |
| 관춘 교차로 (관춘2교)       | 명량로                                                    | 해남군 | 황산면                                                         | 국도 제18, 77호선 구간                       |
| 남리 교차로 (남리1교)       | 국도 제77호선 (고천암로)                                  | 해남군 | 황산면                                                         | 국도 제18, 77호선 구간                       |
| 남리2교 관두교 송호교       |                                                           | 해남군 | 황산면                                                         | 국도 제18호선 구간                           |
| 원호 교차로 (원호교)        | 명량로                                                    | 해남군 | 황산면                                                         | 국도 제18호선 구간                           |
| 일신교 일신2교              |                                                           | 해남군 | 황산면                                                         | 국도 제18호선 구간                           |
| 버듬교 호교1교 호교2교      |                                                           | 해남군 | 마산면                                                         | 국도 제18호선 구간                           |
| 상등1교                     |                                                           | 해남군 | 마산면                                                         | 국도 제18호선 구간                           |
| 마산 교차로 (상등육교)      | 지방도 제806호선 (명량로)                                 | 해남군 | 마산면                                                         | 국도 제18호선 구간 지방도 제806호선 구간     |
| 복평교                      |                                                           | 해남군 | 마산면                                                         | 국도 제18호선 구간 지방도 제806호선 구간     |
| 해남읍                      |                                                           | 해남군 |                                                                | 국도 제18호선 구간 지방도 제806호선 구간     |
| 해남 교차로 (해남육교)      | 국도 제13호선 (땅끝대로)                                  | 해남군 | 국도 제13, 18호선 구간 지방도 제806호선 구간                   |                                              |
| 평동 교차로 (평동육교)      | 지방도 제806호선 (고산로)                                 | 해남군 | 국도 제13, 18호선 구간 지방도 제806호선 구간                   |                                              |
| 신안 교차로 (신안육교)      | 영빈로                                                    | 해남군 | 국도 제13, 18호선 구간 강진 방향 진출 불가 해남 방향 진입 불가 |                                              |
| 신안교                      |                                                           | 해남군 | 국도 제13, 18호선 구간                                         |                                              |
| 해남터널                    |                                                           | 해남군 | 국도 제13, 18호선 구간 연장 650m                               |                                              |
| 해남터널                    | 옥천면                                                    | 해남군 | 국도 제13, 18호선 구간 연장 650m                               |                                              |
| 옥천교                      |                                                           | 해남군 | 국도 제13, 18호선 구간                                         |                                              |
| 송운 교차로 (송운교)        | 국도 제18호선 (해남로)                                    | 해남군 | 국도 제13, 18호선 구간                                         |                                              |
| 영안1교 영안2교             |                                                           | 해남군 | 국도 제13호선 구간                                             |                                              |
| 영신 교차로 (영신교)        | 해남로                                                    | 해남군 | 국도 제13호선 구간 강진 방향 진출 불가 해남 방향 진입 불가     |                                              |
| 영신2교                     |                                                           | 해남군 | 국도 제13호선 구간                                             |                                              |
| 신계 교차로                 | 해남로 다산길                                             | 해남군 | 국도 제13호선 구간                                             |                                              |
| 신흥교                      |                                                           | 해남군 | 국도 제13호선 구간                                             |                                              |
| 덕정 교차로                 | 해남로                                                    | 해남군 | 국도 제13호선 구간                                             | 계곡면                                       |
| 성하교 성진교 장산교 법곡교 |                                                           | 해남군 | 국도 제13호선 구간                                             | 계곡면                                       |
| 법곡 교차로 (법곡육교)      | 해남로 법곡길                                             | 해남군 | 국도 제13호선 구간                                             | 계곡면                                       |
| 월신1교 월신2교 강절육교    |                                                           | 해남군 | 국도 제13호선 구간                                             | 계곡면                                       |
| 선진 교차로 (선진육교)      | 해남로 절터길                                             | 해남군 | 국도 제13호선 구간                                             | 계곡면                                       |
| 월평육교 월평1교            |                                                           | 강진군 | 국도 제13호선 구간                                             | 성전면                                       |
| 월산 교차로                 | 국도 제2호선 국도 제13호선 (녹색로)                       | 강진군 | 국도 제13호선 구간                                             | 성전면                                       |